# Luis Enrique Orozco
Luis Enrique Orozco Suárez es un abogado y Político mexicano. Desde el 2 de diciembre hasta el 4 de diciembre de 2023 fue gobernador interino del Estado de Nuevo León, nombrado por el Congreso del Estado para un periodo de seis meses. Sin embargo, renunció al cargo dos días después.

## Primeros años
Luis Enrique Orozco Suárez se graduó de la licenciatura en derecho y ciencias sociales en la Universidad Autónoma de Nuevo León (UANL) en 2003 y de la maestría en derecho de amparo en 2014 en la misma institución.
El 31 de octubre de 2015 fue nombrado contralor del municipio de Monterrey durante el mandato de Adrián de la Garza Santos como presidente municipal. Ocupó el cargo hasta el 10 de abril de 2018.

## Vicefiscal del ministerio público
El 11 de abril de 2018, Luis Enrique Orozco fue nombrado vicefiscal del Ministerio Público de Nuevo León por el procurador general de justicia del estado, Gustavo Adolfo Guerrero.
En junio de 2023 el gobernador del estado, Samuel García, promovió el nombramiento de Luis Enrique Orozco como nuevo Fiscal General de Justicia del Estado. En ese momento el cargo era ocupado por Pedro Arce Jardón en calidad de encargado de despacho, tras la renuncia de Gustavo Adolfo Guerrero en octubre de 2022. Orozco rechazó la oferta del gobernador y anunció que prefería mantenerse en su posición de vicefiscal en lugar de buscar retirar de su encargo a Arce por respeto al fiscal.

## Gobernador interino de Nuevo León
En medio de la crisis política local, el 29 de noviembre de 2023 la LXXVI Legislatura del Congreso del Estado de Nuevo León designó a Luis Enrique Orozco como gobernador interino del estado con el apoyo de 25 de los 42 diputados estatales. El mandato de Orozco corresponde al periodo de licencia del gobernador Samuel García, del 2 de diciembre de 2023 al 2 de junio de 2024. Su nombramiento fue rechazado por el gobernador Samuel García, quien se refirió a Orozco como «gobernador interino espurio» y promovió que su vacancia fuese cubierta por su secretario de gobierno, Javier Navarro Velasco. Ante la controversia por la suplencia de García, la Suprema Corte de Justicia de la Nación determinó el 1 de diciembre que la vacancia debía ser cubierta por Luis Enrique Orozco, por haber sido la persona designada por el congreso del estado.
Orozco asumió como gobernador interino a la media noche del 2 de diciembre. Sin embargo, una hora y media después, Samuel García anunció que regresaba a ocupar el cargo de gobernador. Esta acción fue cuestionada como improcedente, pues el congreso estatal no había avalado su retorno antes de haber cumplido sus seis meses de licencia. Más tarde ese mismo día el Congreso aseguró que la licencia sigue vigente, por lo que Orozco continúa como gobernador interino en funciones.
El 4 de diciembre Orozco presentó su renuncia con el objetivo de quitar las trabas para que Samuel García regresara de manera formal al poder.